# Neil Sanderson
Neil Christopher Sanderson (Peterborough, Ontario; 17 de diciembre de 1978) es el baterista, corista y cofundador de la banda canadiense Three Days Grace. Ha citado en varias entrevistas como a sus principales influencias a John Bonham, Danny Carey y Stewart Copeland.

## Primeros años
Neil nació el 17 de diciembre de 1978, tomó clases de piano antes de ingresar a la escuela. Tenía un ávido interés en la música y trabajó con varios instrumentos mientras asistía a la escuela primaria, y se terminó enamorando de la batería.
Entró a la escuela secundaria en Norwood, Ontario en el año 1992, donde conoció a Adam Gontier, ambos estaban en el noveno grado. Junto al bajista Brad Walst, tocaban y escribían canciones. Con Phil Crowe y Grant Joe crearon la banda "Groundswell". Además de eso, Sanderson fue baterista entre 1996 y 1997 de la banda Thousand Foot Krutch. Reformó Groundswell como Three Days Grace en el año 1997 junto a Adam Gontier y Brad Walst.

## Éxito
Bajo el nombre de "Three Days Grace", la banda tocó en varios lugares de Toronto y, finalmente, firmó un contrato de grabación con la compañía discográfica, Jive Records. El primer álbum de la banda, el homónimo, Three Days Grace, fue lanzado en 2003. Tres sencillos del álbum, "I Hate Everything About You", "Just Like You" y "Home" se convirtieron en éxitos, cada uno alcanzando el puesto #1 en las listas de EE.UU. de Rock. Este álbum ha sido certificado "Platino".
La banda lanzó su segundo álbum, One-X, en 2006. El álbum alcanzó el quinto lugar en el Billboard. Tres sencillos de ese álbum "Animal I Have Become", "Pain" y "Never Too Late", también alcanzaron el primer lugar en las listas de EE.UU. de Rock. Este álbum ha sido certificado "Doble Platino". Ese mismo año, Three Days Grace ganó el American Billboard "Canción del Año", donde también fue el acto de apertura de la de los Rolling Stones en Saskatchewan. Three Days Grace ha estado de gira en los Estados Unidos, Canadá, Australia, Brasil, Europa y Japón.
En el año 2005, el miembro, Adam Gontier, desarrolló una adicción a las drogas, específicamente a la Oxicodona; Sanderson dijo: "Ahora se trata de mantener esa comunicación, y lo hace [de gira] es mucho más fácil y una experiencia mucho más agradable".
Sanderson estaba muy emocionado por el éxito de Three Days Grace. Hablando en Greensboro, Carolina del Norte durante su gira del 2008, dijo: "Tenemos que volar cosas por el escenario, a nosotros nos gusta poner en producción las luces que podamos. El factor de convulsión ha ido hacia arriba...". Hablando de moverse de la banda para los sitios de juego, él continuó: "Es genial ser capaz de ver todo el mundo en un lugar más pequeño. Sin embargo, las mismas personas que estaban allí en los primeros días todavía están allí para nosotros".
En 2009, la banda lanzó el álbum Life Starts Now, alcanzando inicialmente en el número tres en la lista Billboard.

## Equipamiento
Sanderson, durante años ha usado tambores Yamaha, platillos Sabian y palillos Vic Firth.
Tambores: Yamaha PHX
- 24"x17" Bass Drum (Evans EQ3 Bass Head)
- 12"x9" Tom (Evans G2 Clear)
- 16"x16" Floor Tom (Evans G2 Clear)
- 18"x16" Floor Tom (Evans G2 Clear)
- 14"x6.5" Mike Bordin Black Lacquered Copper Snare ( Evans 14" Super Tough Snare Head)

Platillos: Sabian
- AA Medium Hi-Hats 14"
- HHX Evolution Splash 10"
- V-crash 17"
- V-crash 18"
- APX Splash 10"
- APX Solid Crash 18"
- HHX Legacy Crash 18"
- AA Chinese 18"
- AAX Stage Crash 20"
- HH Raw Bell Dry Ride 21"
- APX Chinese 18"

Palillos:
- Vic Firth Danny Carey